# Cyathea myriotricha
Cyathea myriotricha är en ormbunkeart som först beskrevs av Bak., och fick sitt nu gällande namn av Robbin C. Moran och J.Prado. Cyathea myriotricha ingår i släktet Cyathea och familjen Cyatheaceae. Inga underarter finns listade.